# Francisco Javier Gibert
Francisco Javier Gibert Texidor, también como Gisbert o Gispert, (La Granadella, 3 de diciembre de 1779 - Madrid, 27 de febrero de 1848) fue un compositor y maestro de capilla español.
Baltasar Saldoni indica en su Diccionario biográfico-bibliográfico que hay que distinguir a «Francisco Javier Gibert» de «Francisco Gibert y Teixidor», al parecer también maestro de capilla de las Descalzas Reales en Madrid antes de Francisco Javier Gibert. Soriano Fuentes también menciona a «Francisco Gibert y Teixidor», que inicialmente confunde con José Francisco Teixidor y Barceló, pero el musicólogo Joan B. Boïls no ha podido localizar a un maestro «Francisco Gibert y Teixidor».

## Vida
Nació en La Granadella, un municipio de la provincia de Lérida, el 3 de diciembre de 1779. Su educación musical la realizó en la Catedral de Lérida, bajo el magisterio de Antonio Sala, con el que estudió contrapunto.
Las primeras noticias de Gibert en la Catedral de Tarazona son como «maestro y organista» suplente o interino, puesto que mantuvo hasta que fue elegido el sucesor del organista primero Mariano Cosuenda (1737-1801), Manuel Preciado en 1802. Durante ese tiempo Gibert se ordenó y a partir de 1802 ya ejercía plenamente el cargo de maestro de capilla de la metropolitana turiasonense. No permaneció por mucho tiempo, ya que en 1804 partiría hacia Madrid. Durante su estancia en Tarazona, Nicolás Ledesma fue alumno suyo.
En 1804 fue nombrado maestro de capilla del Monasterio de las Descalzas Reales de Madrid, donde permanecería 44 años, hasta su fallecimiento el 27 de febrero de 1848.
En 1830 formaría parte del jurado para las oposiciones al magisterio de la Real Capilla de Madrid, junto con Alfonso Lidón, organista de la Capilla Real, y Lorenzo Nielfa, maestro de capilla de la Real Encarnación de Madrid. La importancia de las oposiciones viene dada por el numeroso y acreditado elenco de pretendientes al cargo que se presentaron:
- Francisco Olivares, presbítero organista de la Catedral de Salamanca;
- Francisco Andreví, presbítero maestro electo de la de Sevilla;
- Antonio Ibañez, presbítero, maestro de la del Pilar de Zaragoza;
- Hilarión Eslava, subdiácono, maestro de la del Burgo de Osma;
- Indalecio Soriano Fuertes, secular, maestro de la de Murcia;
- Antonio Pablo Honrubia, secular, de la de Guadix;
- Ramón Carnicer, maestro y director de la ópera italiana en los teatros de la corte;
- Román Jiaieno, organista de la Real iglesia de San Isidro de Madrid;
- Alejo Mercé, profesor de música;
- Tomás Genovés, profesor de música;
- Jaime Nadal, profesor de música.

## Obra
Se conservan composiciones suyas en el Monasterio de las Descalzas Reales, entre ellos, un himno, Vexilia Regis, y algunas obras para el Domingo de Ramos y el Viernes Santo. También se conserva una jota compuesta por el maestro. En el Real Monasterio de San Lorenzo de El Escorial se conservan ocho composiciones, misas, letanías y un «Oh admirable sacramento» a cuatro voces, «para reservar».
En su época Gibert gozó de una notable fama y fue comparado con Tomás Luis de Victoria. Sus composiciones litúrgicas son a capella y muestran una «severidad mística y una carácter dramático» que lo distinguen de otros compositores de la época.
Ambrosio Pérez afirma del compositor,

Como compositor en el estilo de capilla, esto es, para voces solas, ha tenido pocos rivales; en efecto: no puede oirse cosa mas técnica, mas legitima que sus motetes como música patética y verdaderamente eclesiástica; algunos de ellos tienen tal severidad en la forma y aun en el efecto, que pueden pasar por composiciones del siglo XVI; son muchos y de diversos caracteres, como destinados que están á las diferentes festividades del año. Gibert los escribia con admirable facilidad, porque era realmente un sabio en este género. Nosotros poseemos varias de estas composiciones. En el género solemne de Iglesia, ó sea en el que pertenecen las misas, vísperas. Te Deum, lamentaciones, Letanías, Salves, etc., etc., con orquesta, aunque ha escrito mucho, es muy inferior á sí mismo [...] Esto no obstante, no por eso será menos apreciable, ni su escelente reputación menos merecida. En el archivo de la capilla de las Descalzas existe todo ó la mayor parte de lo que escribió para este monasterio en el espacio de unos cuarenta y cuatro años.